# Ušišir
Le isole Ušišir (in russo острова Ушишир; in giapponese 宇志知島, Ushishiru-tō) sono due isole russe che fanno parte dell'arcipelago delle Isole Curili e sono situate tra il Mare di Ochotsk e l'Oceano Pacifico settentrionale. Amministrativamente fanno parte del Severo-Kuril'skij rajon dell'oblast' di Sachalin, nel Circondario federale dell'Estremo Oriente. Il loro nome viene dalla lingua ainu e significa "sorgenti termali". Le isole sono disabitate.

## Geografia
Le isole Ušišir si trovano nella parte centrale delle Curili, 26 km a nord-est di Ketoj, da cui le separa lo stretto di Rikord (пролив Рикорда). Si tratta di due isole: Ryponkiča e Jankiča (Рыпонкича e Янкича), che sono la parte emersa di un vulcano attivo, e di alcuni scogli. La loro superficie totale è di 5 km².

### Le isole
- Jankiča (остров Янкича), la maggiore e più meridionale delle due (47°31′02″N 152°48′47″E), ospita la caldera principale del vulcano attivo Ušišir alto 388 m. L'isola ha la forma di un anello aperto e racchiude la piccola baia Kraternaja (бухта Кратерная). La baia, che ha un'area di circa 0,7 km², si apre verso sud ed è racchiusa tra capo Kraternyj (мыс Кратерный) e lo scoglio Kolpak. Al centro della baia ci sono due piccole isolette senza nome, alte rispettivamente 37 e 72 m. L'isola ha sorgenti termali e fumarole[2]. L'ultima eruzione del vulcano risale al 1884[2]. Jankiča era un luogo sacro per gli Ainu[2].
- Ryponkiča (остров Рыпонкича), 0,5 km a sud-ovest di Jankiča (47°32′32″N 152°50′30.47″E): L'isola ha una forma allungata e misura circa 2 km per 1 km di larghezza; ha un'altezza massima di 121 m nella parte sud.
- Scoglio Babuška (скала Бабушка), vicino alla costa nord-ovest di Jankiča (47°31′11.31″N 152°47′26.62″E).
- Scoglio Kolpak (скала Колпак), a sud di Jankiča, all'ingresso della baia Kraternaja (47°30′05.36″N 152°49′06.42″E).

### Isole adiacenti
- Isole Srednego (острова Среднего).

### Flora e fauna
Le isole sono coperte di boschetti e vegetazione erbacea. Vi nidificano molte specie di uccelli: gabbiani, urie, cormorani, la pulcinella di mare e il fulmaro. E sono presenti alcune specie meno comuni come l'Aethia, l'Anthus cervinus, la Tringa nebularia e la poiana calzata.

## Storia
Al momento del contatto con gli europei, le isole non avevano una popolazione permanente; erano visitate nel periodo estivo dalle tribù degli Ainu che provenivano da Rasšua. Gli Ainu consideravano Jankiča una terra sacra e la identificavano come la casa del dio del tuono. Sono stati trovati resti di capanne sulle pendici settentrionali della baia Kraternyj.
Rivendicate dall'Impero russo, sono passate all'Impero del Giappone, secondo il Trattato di San Pietroburgo (1875), insieme al resto delle isole Curili. Amministrativamente facevano parte della sottoprefettura di Nemuro, nella prefettura di Hokkaidō. Dopo la seconda guerra mondiale, le Ušišir passarono sotto il controllo dell'Unione Sovietica e attualmente fanno parte della Federazione Russa.